# Jon Potter

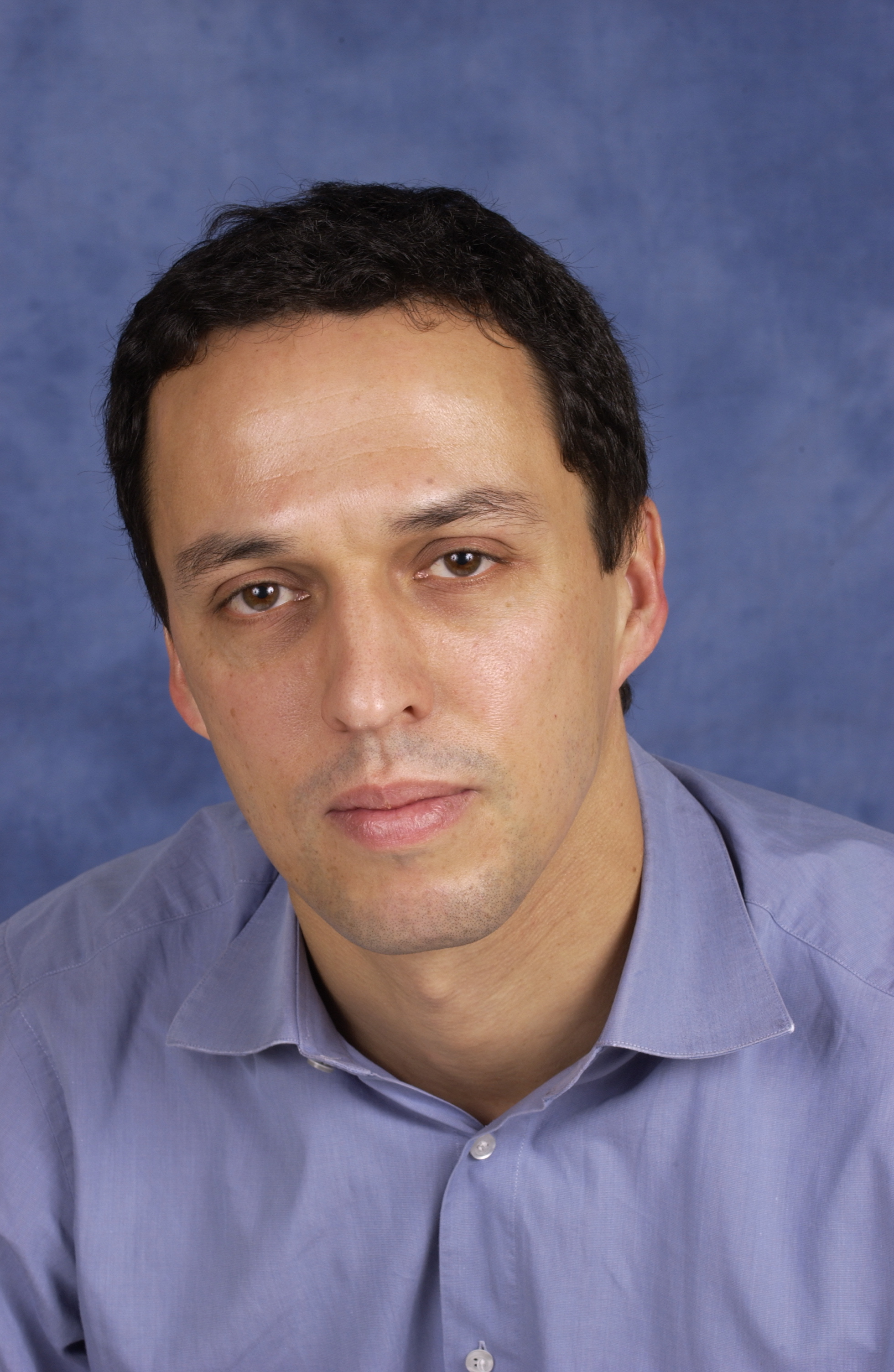
Jon Potter

Jonathan „Jon“ Nicholas Mark Potter (* 19. November 1963 in Paddington, London) ist ein ehemaliger britischer Hockeyspieler, der mit der Britischen Nationalmannschaft 1984 Olympiadritter und 1988 Olympiasieger war.

## Sportliche Karriere
Jon Potter trat in 84 Länderspielen für die Britische Nationalmannschaft an. Außerdem bestritt der Halbstürmer 69 Länderspiele für die Englische Nationalmannschaft.
Potter erhielt seine erste internationale Medaille bei den Olympischen Spielen 1984 in Los Angeles. Die Briten gewannen ihre Vorrundengruppe mit vier Siegen und einem Unentschieden gegen die Pakistanische Mannschaft, unterlagen aber im Halbfinale den Deutschen mit 0:1. Im Spiel um Bronze bezwangen die Briten die Australier mit 3:2.
1986 erreichten die Engländer bei der Weltmeisterschaft in London das Finale durch einen Sieg über die deutsche Mannschaft mit 3:2 nach Verlängerung. Im Finale unterlagen sie dann den Australiern mit 1:2. Ebenfalls Silber gewannen die Engländer bei der Europameisterschaft 1987 in Moskau, als sie das Finale gegen die Niederländer erst im Siebenmeterschießen verloren. Bei den Olympischen Spielen 1988 in Seoul belegten die Briten in der Vorrunde den zweiten Platz hinter den Deutschen. Mit einem 3:2-Halbfinalsieg gegen die Australier erreichten die Briten das Finale und gewannen Gold mit einem 3:1-Finalsieg über die Deutschen.
Zwei Jahre später belegten die Engländer bei der Weltmeisterschaft in Lahore nur den vierten Platz in der Vorrunde, in den Platzierungsspielen erreichten sie mit zwei Siegen noch den fünften Platz. 1992 in Barcelona nahm Potter noch einmal an Olympischen Spielen teil. Die Briten belegten in der Vorrunde den dritten Platz hinter den Australiern und den Deutschen. In der Platzierungsrunde erreichten sie den sechsten Platz. Potters letztes großes Turnier war die Weltmeisterschaft 1994 in Sydney, wo die englische Mannschaft den sechsten Platz belegte.
Jon Potter besuchte die University of Southampton und spielte im Verein beim Hounslow Hockey Club. Nach seiner sportlichen Karriere ging der Marketing-Spezialist in die Vereinigten Staaten. 2012 wurde er Chef der amerikanischen Marketing-Abteilung von Moët Hennessy.